# Бањоло ди Сопра (Прато)
Бањоло ди Сопра (итал. Bagnolo di Sopra) је насеље у Италији у округу Прато, региону Тоскана.
Према процени из 2011. у насељу је живело 229 становника. Насеље се налази на надморској висини од 64 м.